# Alepas
Alepas es un género de percebes de la familia Heteralepadidae.

## Especies
El Registro Mundial de Especies Marinas incluye las siguientes especies del género: 
- Alepas navigator Pilsbry, 1912
- Alepas pacifica Pilsbry, 1907
- Alepas pellucida (Aurivillius, 1894)
- Alepas spectrum Pilsbry, 1912
- Alepas univalvis Quoy & Gaimard, 1827